# Hexatoma (Eriocera) borneana
Hexatoma (Eriocera) borneana is een tweevleugelige uit de familie steltmuggen (Limoniidae). De soort komt voor in het Oriëntaals gebied.